# Мийак-д’Оброш
Мийа́к-д’Обро́ш (фр. Milhac-d'Auberoche) — коммуна во Франции, находится в регионе Аквитания. Департамент — Дордонь. Входит в состав кантона От-Перигор-Нуар. Округ коммуны — Перигё.
Код INSEE коммуны — 24270.

## География

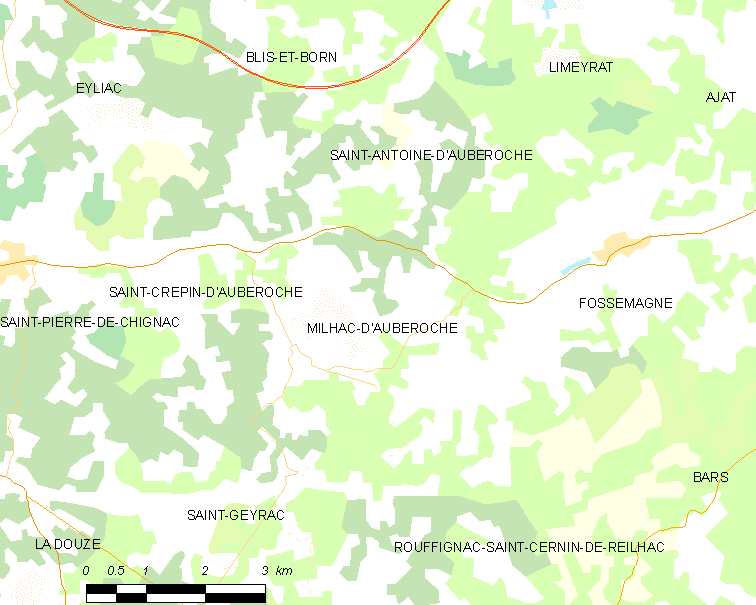
Карта коммуны

Коммуна расположена приблизительно в 430 км к югу от Парижа, в 125 км восточнее Бордо, в 18 км к юго-востоку от Перигё.
На севере коммуны протекает река Мануар.

### Климат
Климат умеренный океанический со средним уровнем осадков, которые выпадают преимущественно зимой. Лето здесь долгое и тёплое, однако также довольно влажное, здесь не бывает регулярных периодов летней засухи. Средняя температура января — 5 °C, июля — 18 °C. Изредка вследствие стечения неблагоприятных погодных условий может наблюдаться непродолжительная засуха или случаются поздние заморозки. Климат меняется очень часто, как в течение сезона, так и год от года.

## Население
Население коммуны на 2010 год составляло 554 человека.
| 1962 | 1968 | 1975 | 1982 | 1990 | 1999 | 2010 |
| ---- | ---- | ---- | ---- | ---- | ---- | ---- |
| 465  | 480  | 419  | 427  | 452  | 440  | 554  |

## Администрация
| Период | Период | Фамилия       | Партия                  | Примечания |
| ------ | ------ | ------------- | ----------------------- | ---------- |
| 1944   | 1971   | Пьер Юрси     |                         |            |
| 1971   | 1977   | Рауль Бопюи   |                         |            |
| 1977   | 1989   | Реймон Румани |                         |            |
| 1989   | 2014   | Мишель Юрси   | Социалистическая партия | пенсионер  |
| 2014   | 2020   | Серж Бро      |                         |            |

## Экономика
В 2010 году среди 362 человек трудоспособного возраста (15-64 лет) 280 были экономически активными, 82 — неактивными (показатель активности — 77,3 %, в 1999 году было 72,7 %). Из 280 активных жителей работали 260 человек (147 мужчин и 113 женщин), безработных было 20 (3 мужчин и 17 женщин). Среди 82 неактивных 23 человека были учениками или студентами, 43 — пенсионерами, 16 были неактивными по другим причинам.

## Достопримечательности
- Замок Бес[фр.] (XIII век)[6]
- Церковь Св. Марка (XIV век)

## Фотогалерея

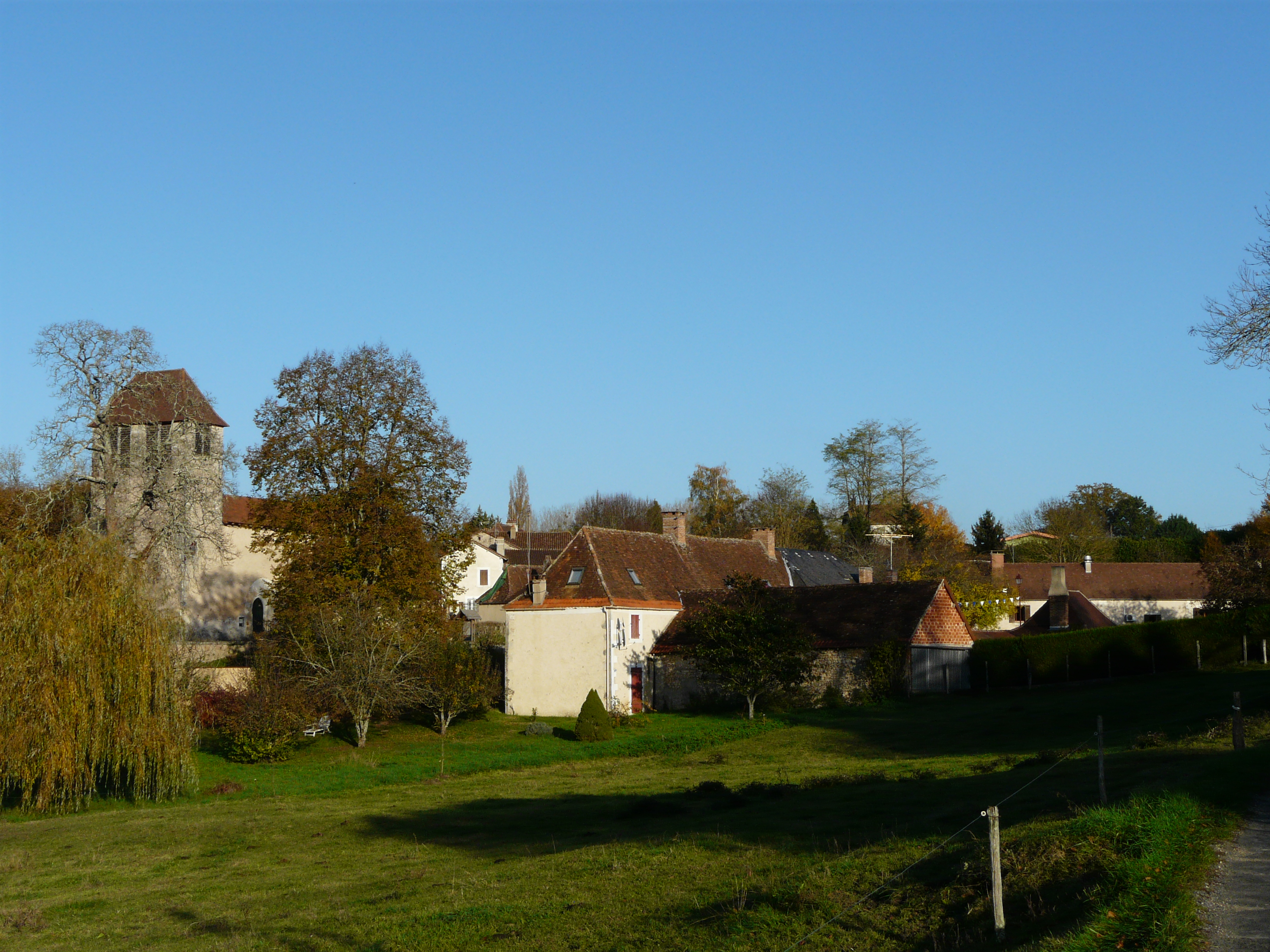
Мийак-д’Оброш
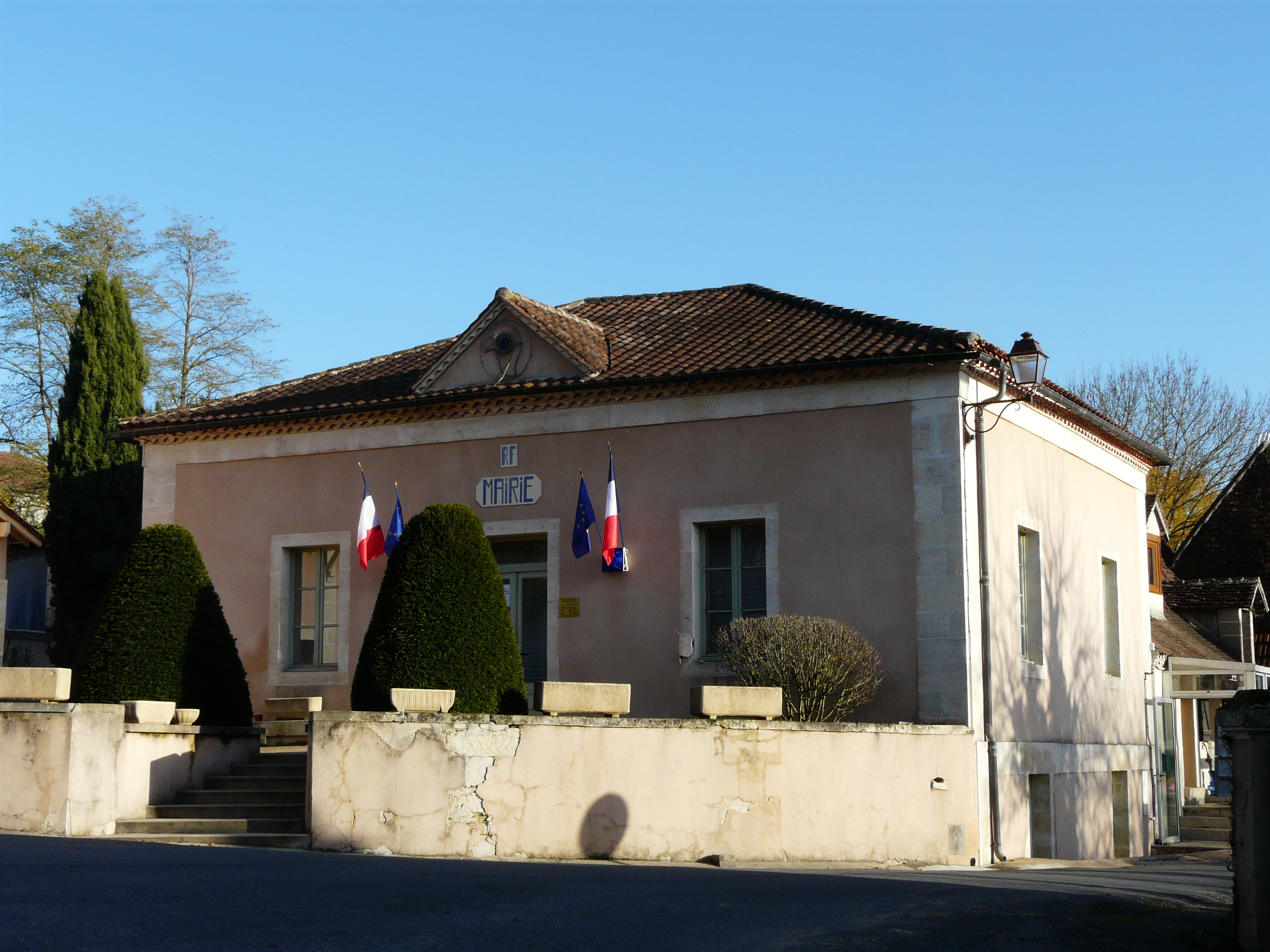
Мэрия
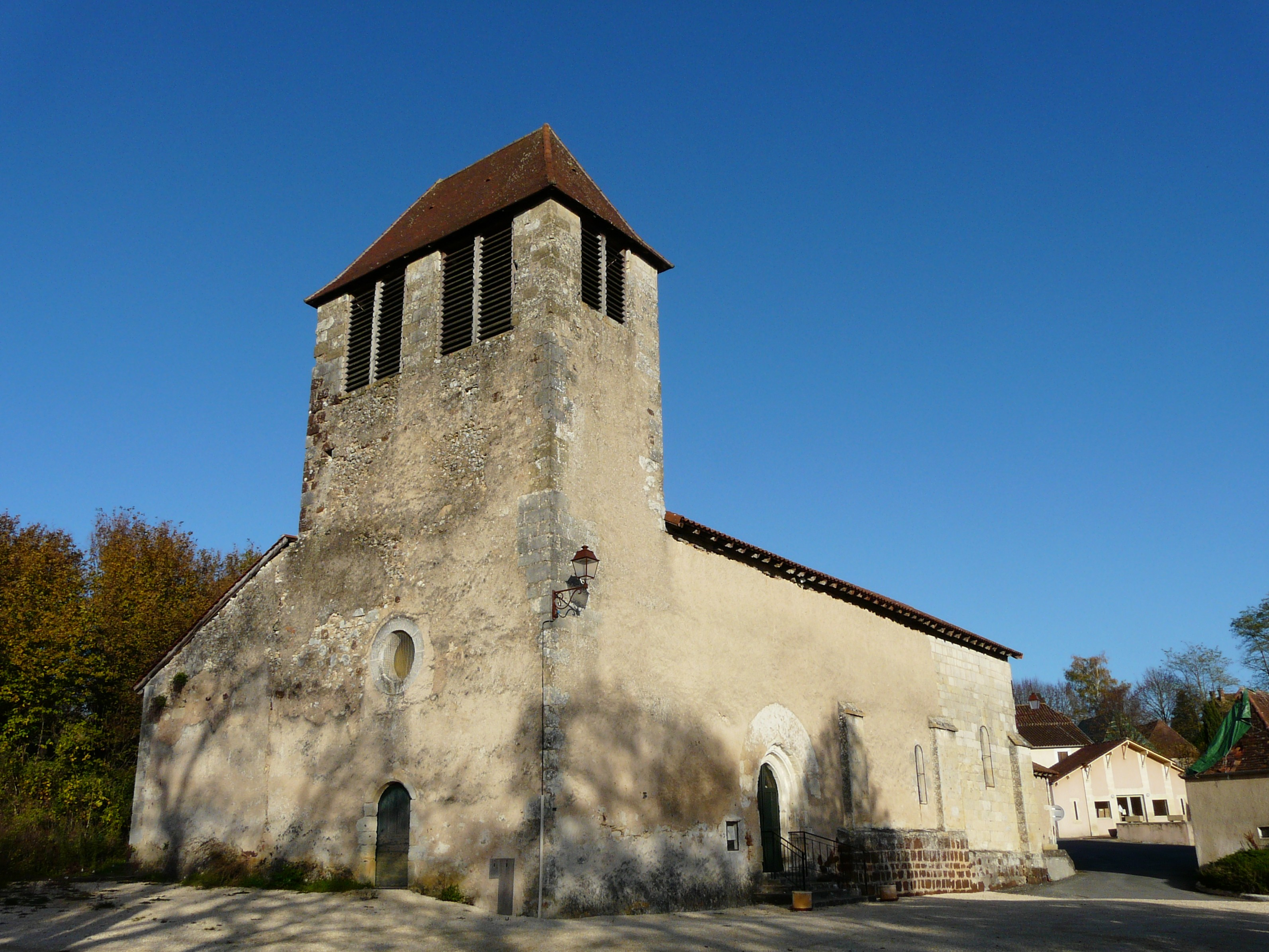
Церковь Св. Марка
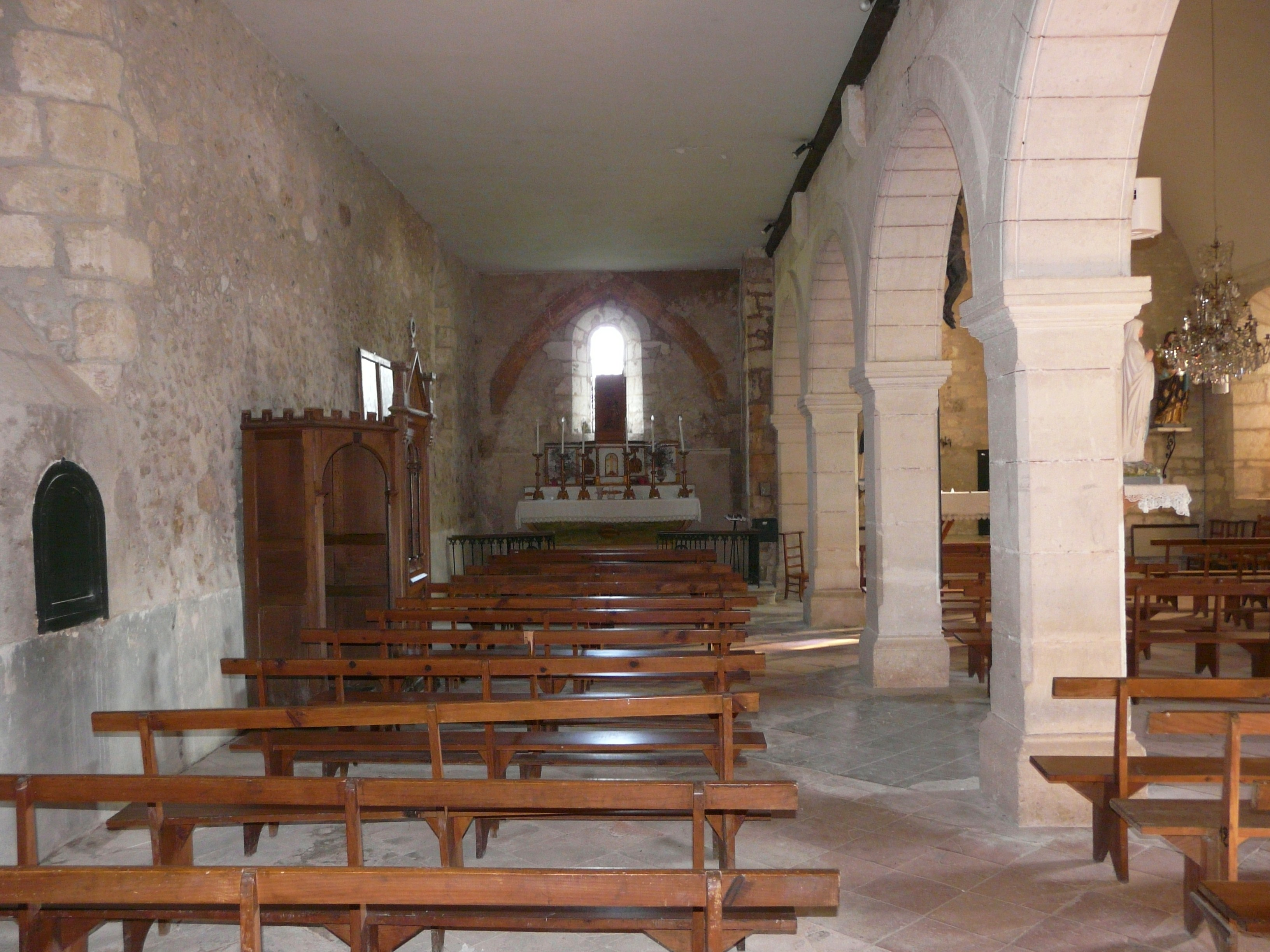
Интерьер церкви Св. Марка
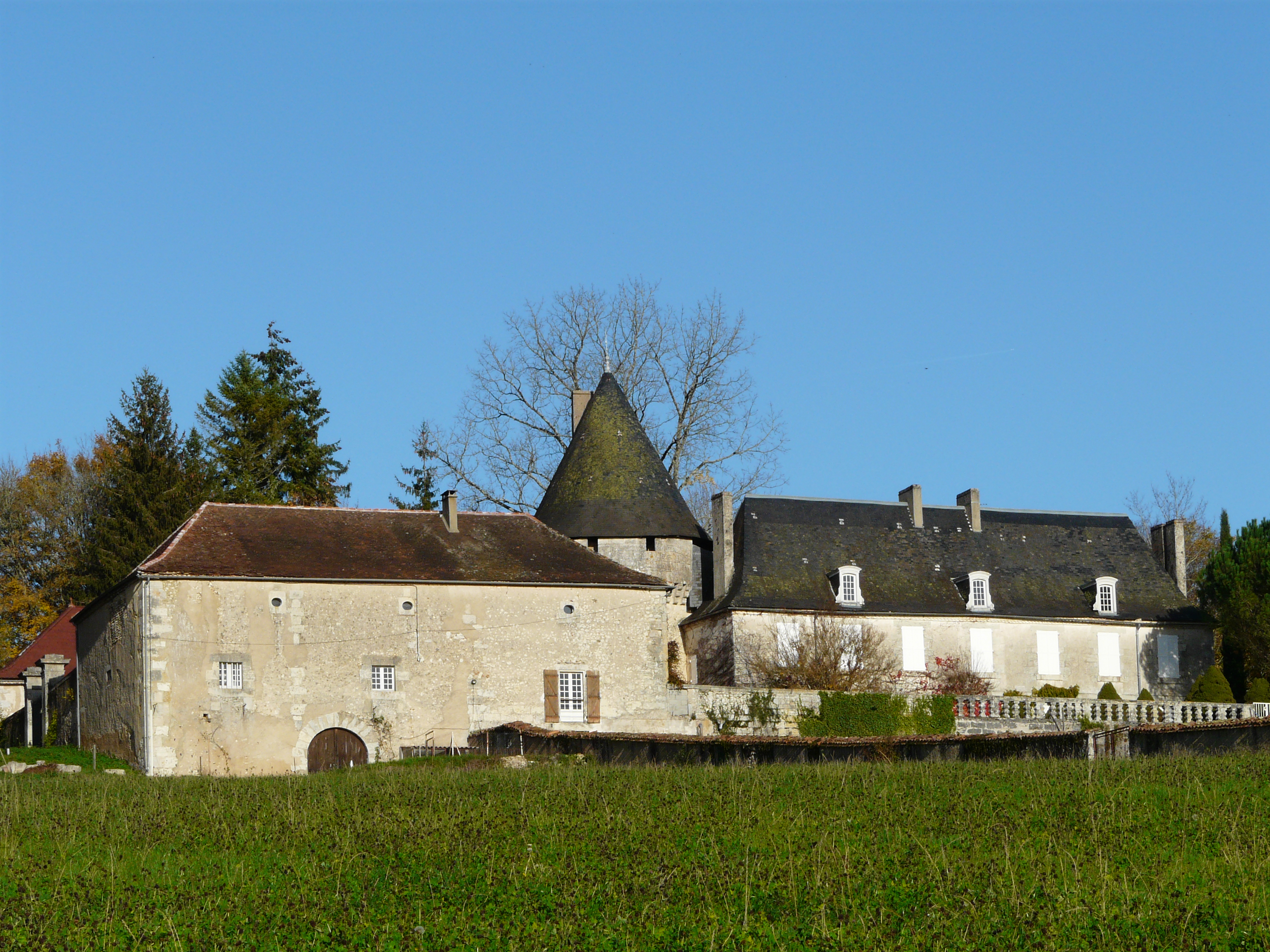
Замок Бес
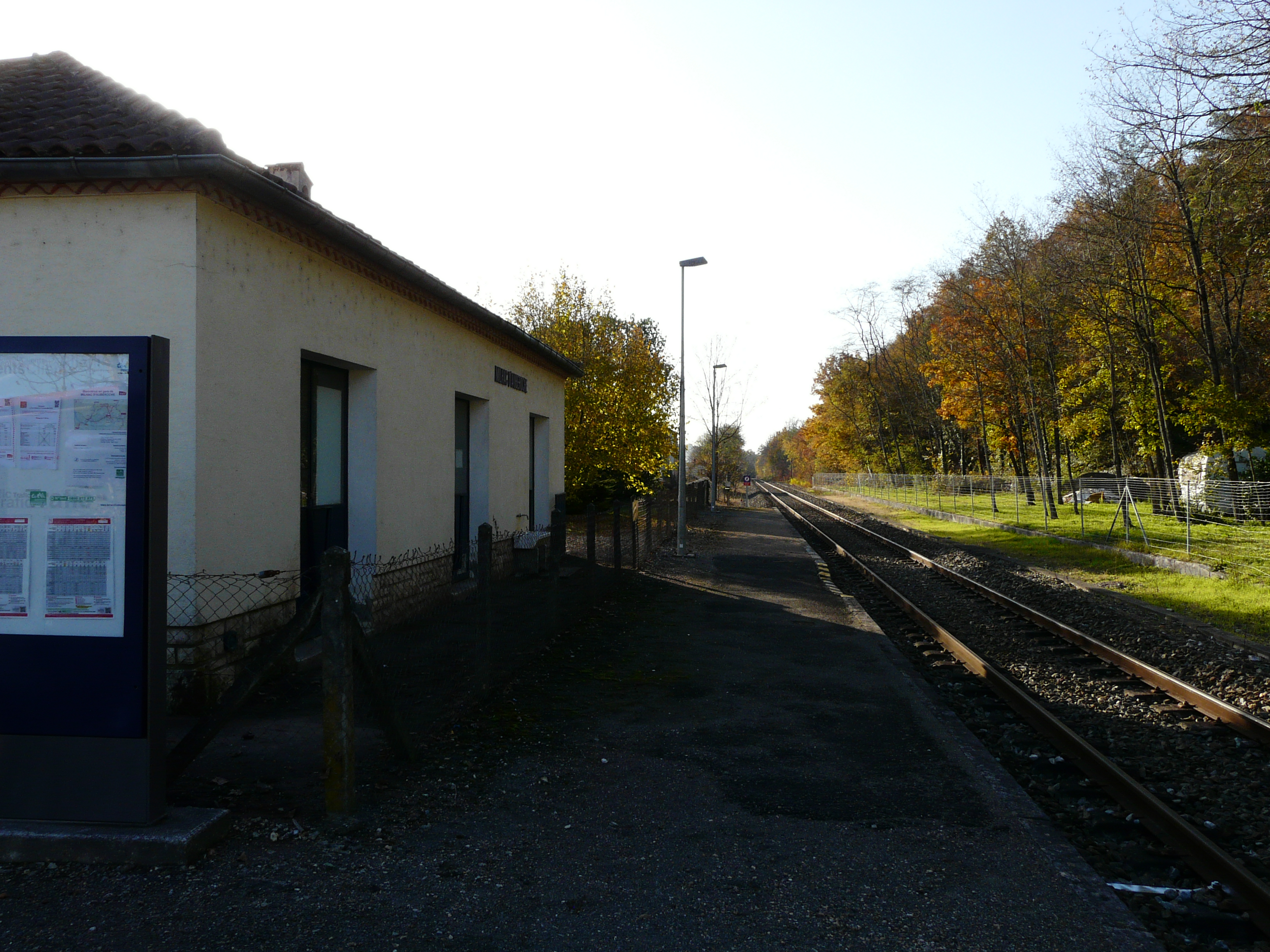
Вокзал
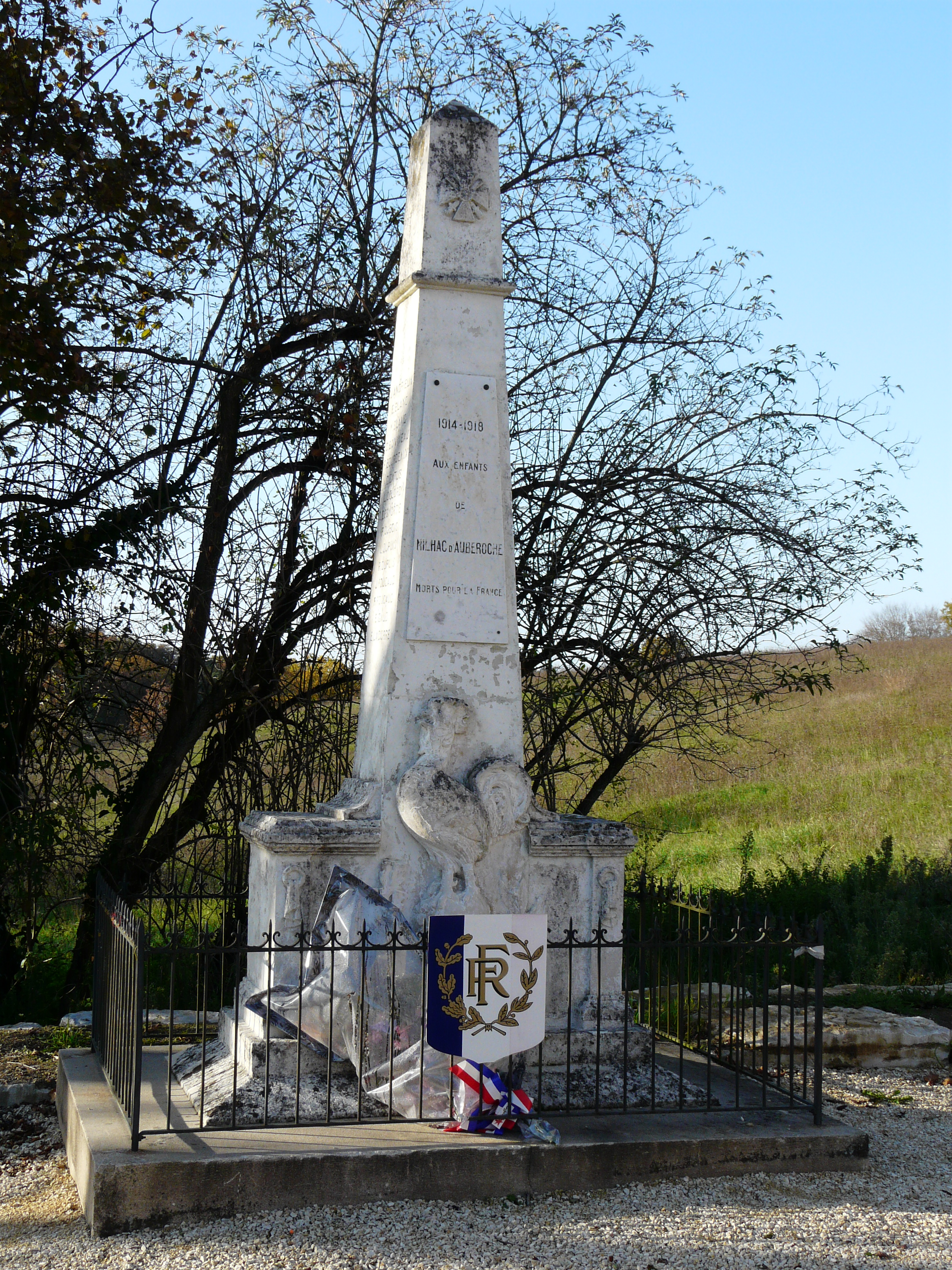
Военный мемориал
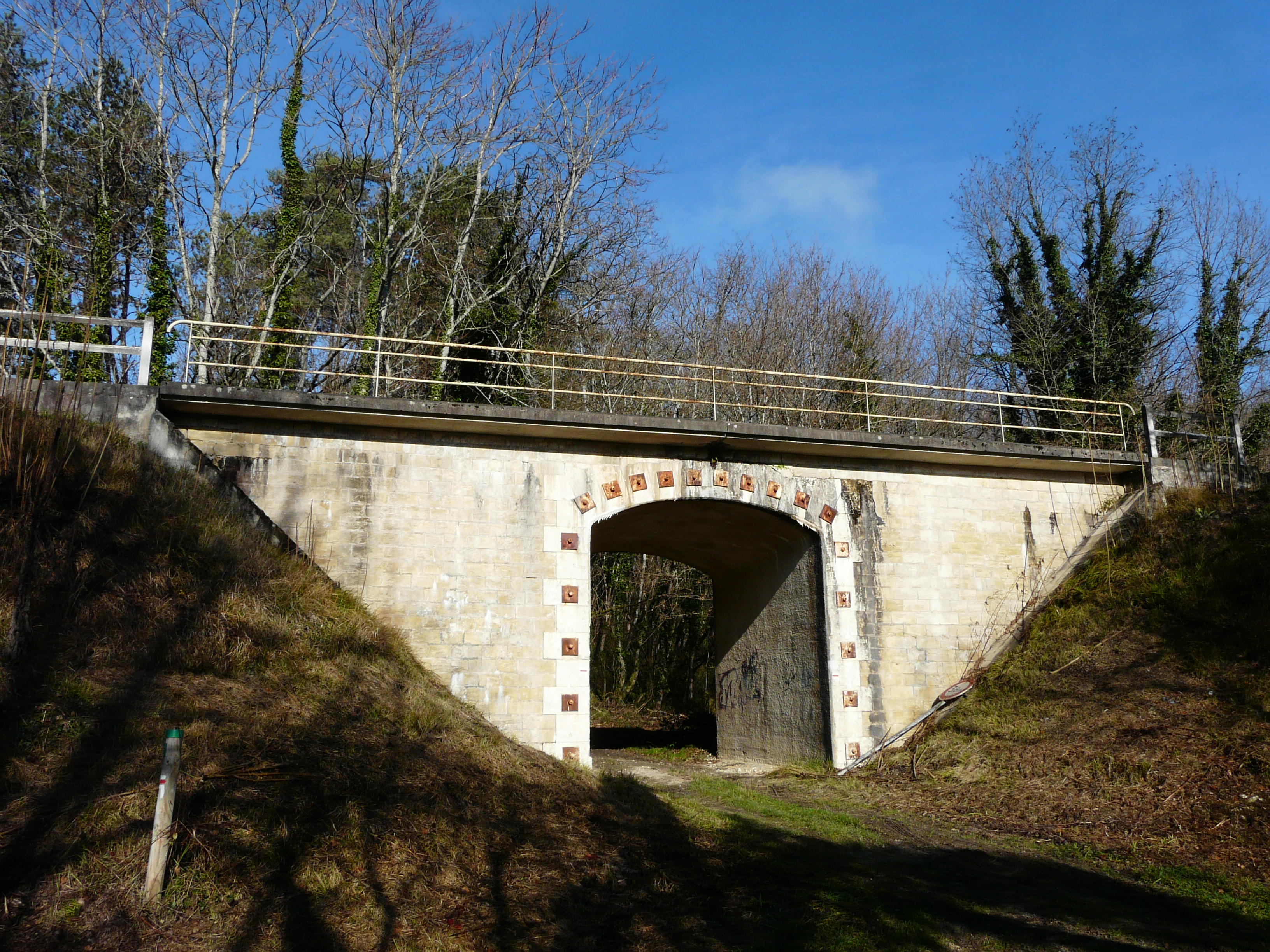
Мост